# Toyotama-hime
Toyotama-hime (豊玉姫; Prinzessin Toyotama), auch Toyotama-hime no mikoto (豊玉姫命; Gottheit Prinzessin Toyotama), ist eine Kami der japanischen Mythologie. Sie ist eine der beiden Töchter des Kami der Meere, Watatsumi.

## Mythologie
Die japanische Mythologie beschreibt Toyotama-hime als Meeresgöttin und Prinzessin. Ihr Name soll „Üppiger Edelstein“ bedeuten. Eines Tages soll sie den Ur-Enkel der Sonnengöttin Amaterasu und Fischer Ho-ori an einem Brunnen im Garten des königlichen Palastes getroffen haben. Beide verliebten sich sofort ineinander und Watatsumi erkannte Ho-ori als von göttlicher Herkunft. Toyotama-hime und Ho-ori wurden sogleich vermählt. Nach einiger Zeit bekam Ho-ori Heimweh, er kehrte nach Hause zurück und stellte sich dort seinem gemeinen Bruder Hoderi. Toyotama-hime begleitete Ho-ori auf dessen Reise und gebar ihm an Land einen Sohn. Sie verbot ihrem Ehemann, sie bei der Geburt des Kindes zu beobachten, aber er tat es dennoch. Erschrocken musste Ho-ori feststellen, dass Toyotama-hime während der Geburt ihre wahre Gestalt in Form eines großen Drachens (nach leicht abweichenden Überlieferungen war es die Gestalt eines Krokodils) angenommen hatte. Beschämt floh Toyotama-hime und verließ Ehemann und Kind. Ihre jüngere Schwester Tamayori-hime kümmerte sich nun um das Baby. Dass Toyotama-hime ihren Sohn später nicht mehr sehen durfte, bereute sie ihr Leben lang.

## Hintergründe und Verehrung
Die Legende um Toyotama-hime gehört in der japanischen Tradition zu den bekannten Erzählungen um die Herkunft des japanischen Kaiserhauses. Sie hat ihren Ursprung aus der Sagensammlung der Reichschroniken Kojiki (um 712 n. Chr. entstanden) und Nihonshoki (um 730 n. Chr. entstanden). Toyotama-hime sind mehrere, größere Shintō-Schreine gewidmet, unter anderem im Sumiyoshi-Taisha bei Osaka, im Tamahime-Schrein bei Tamano (Präfektur Okayama), im Kaizuka-Schrein von Katori (Präfektur Chiba) und im Toyotama-Schrein zu Chiran (Präfektur Nagano). Ein weiterer, kleinerer Schrein (Senoumi-Schrein) verbirgt sich in der Drachenpalasthöhle im Aokigahara-Wald.